# 카이저린아우구스타슈트라세역
카이저린아우구스타슈트라세역(U-Bahnhof Kaiserin-Augusta-Straße)은 베를린 템펠호프쇠네베르크구 템펠호프에 있는 U6의 역이다. 1966년 2월 28일 CII선의 템펠호프역-알트마리엔도르프역 연장 구간 개통 당시에 개업했다. 템펠호퍼 담(Tempelhofer Damm) 대로의 템펠호프 구청(Rathaus Tempelhof) 인근에 역사가 있다. 역이 있는 도로의 이름은 1874년 12월 6일 아우구스타 폰 작센바이마르아이제나흐 대공녀의 이름을 따서 붙여졌다.

## 역사
C선의 마리엔도르프 방면 연장은 1930년대에 이미 계획되어 있었고 1961년에 착공했다. 라이너 륌러가 역사를 설계했다. 브루노 그리메크(Bruno Grimmek)의 알트템펠호프역 설계안과 유사하게 설계했다. 승강장 길이는 110 m, 폭은 7 m이다. 북쪽 알브레히트슈트라세(Albrechtstraße) 방면 출구 두 곳과 남쪽 카이저린아우구스타슈트라세 방면 출구가 있다. 역 건설 당시에는 어두운 녹색 세라믹 타일로 역사 외벽을 마감했고, 역사 내부 기둥은 흰색 타일로 마감했다. 승강장은 아스팔트로 포장되어 있었다. 역사 외벽의 타일이 떨어진 곳에는 유사한 색상으로 칠했다.
1991년에는 근처 카르슈타트(Karstadt) 백화점과의 연결 통로가 생겼다. 2011년 3월 18일부터 엘리베이터 운영이 시작되었고, 설치 예산으로 90만 유로가 소요되었다. 2013년에는 역 개보수 공사가 계획되었다. 개보수 공사는 2013년 10월에 시작하여 2016년 7월에 완공될 예정이었으나 2017년 4월로 연기되었다. 역 주요 색상은 파란색과 흰색으로 변경되었다. 아우구스타 대공녀의 다양한 시점에서의 사진과 그가 거주했던 바이마르성, 코블렌츠성, 베를린성, 바벨스베르크궁의 사진이 전시되었다.
베를린 버스 184번과 환승 가능하다.

## 인접 철도역
| 베를린 지하철 6호선        | 베를린 지하철 6호선 | 베를린 지하철 6호선                    |
| -------------------------- | ------------------- | -------------------------------------- |
| 알트템펠호프 알트테겔 방면 | U6                  | 울슈타인슈트라세 알트마리엔도르프 방면 |

## 참고 문헌
- Jürgen Meyer-Kronthaler: Berlins U-Bahnhöfe – Die ersten hundert Jahre. 2. korr. und erw. Auflage. be.bra verlag, Berlin 1996, ISBN 3-930863-16-2, S. 136.